# Barcelona (Río Grande del Norte)
Barcelona es un municipio brasilero del estado del Rio Grande del Norte. De acuerdo con el censo realizado por el IBGE (Instituto Brasilero de Geografía y Estadística) en el año 2000, su población es de 3.990 habitantes. Área territorial de 152 km².
El municipio fue emancipado de São Tomé a través de la Ley n.º 2.331, el 17 de diciembre de 1958.

## Economía
De acuerdo con datos del IPEA del año de 1996, el PIB era estimado en 2,03 millones de reales, siendo que 45,8% correspondía en las actividades basadas en la agricultura y en la ganadería, 0,3% a la industria y 53,9% al sector de servicios. El PIB per cápita era de 522,10 reales.
En 2002, conforme estimaciones del IBGE, el PIB había evolucionado a 9,253 millones de reales y el PIB per cápita R$ 2.264 reales.